# Gilberto Baroni
Gilberto Baroni (* 25. Juli 1913 in Gherghenzano, San Giorgio di Piano; † 14. März 1999 in Bologna) war ein italienischer römisch-katholischer Bischof.

## Werdegang
Baroni wurde in Gherghenzano einer Fraktion von San Giorgio di Piano in der Emilia-Romagna geboren. Er war der Cousin von Agostino Baroni, Erzbischof von Khartum. Baroni trat in das Priesterseminar in Bologna ein und studierte Theologie an der Päpstlichen Universität Gregoriana. Am 18. Oktober 1935 wurde er im Santuario della Madonna di San Luca von Kardinal Giovanni Battista Nasalli Rocca di Corneliano, dem damaligen Erzbischof von Bologna, zum Priester geweiht. 1950 wurde er Pro-Generalvikar und 1952 zum Generalvikar ernannt, ein Amt, das er bis 1954 innehatte.
Papst Pius XII. ernannte ihn am 4. Dezember 1954 zum Titularbischof von Tagaste und Weihbischof in Bologna. Am 27. Dezember 1954 spendete Giacomo Lercaro, Erzbischof von Bologna, ihm die Bischofsweihe. Mitkonsekratoren waren Rafaela Baratta und Danio Bognini. Als Bischof nahm er von 1962 bis 1965 als Konzilsvater an allen vier Sitzungen des Zweiten Vatikanischen Konzils teil.
Papst Johannes XXIII. ernannte ihn am 30. Mai 1963 zum Bischof von Albenga. Er war Nachfolger des im Jahr zuvor verstorbenen Rafaele De Giuli. Am 1. September 1963 wurde er feierlich inthronisiert.
Am 27. März 1965 wurde er von Papst Paul VI. in die Diözese Reggio Emilia versetzt, wo er die Nachfolge von Beniamino Socche antrat, der am 16. Januar 1965 verstorben war. Am 6. Juni 1965 nahm er die Diözese feierlich in Besitz. 1970 wurde er zum Apostolischen Administrator von Guastalla ernannt. Am 10. Februar 1973 wurde er zum Bischof von Guastalla ernannt. Am 30. September 1986 wurde er mit der rechtlichen Vereinigung der beiden Diözesen der erste Bischof von Reggio Emilia-Guastalla. Am 11. Juli 1989 nahm Johannes Paul II. seinen altersbedingten Rücktritt als Bischof an. Sein Nachfolger wurde Giovanni Paolo Gibertini, bis dahin Bischof von Ales-Terralba. Im selben Jahr verlieh ihm die Stadt Reggio Emilia die Ehrenbürgerwürde. Gilberto Baroni starb 1999 im Alter von 85 Jahren in Bologna. Seine letzte Ruhestätte fand er in der Krypta des Doms von Reggio Emilio.
2012 benannte die Stadt Reggio Emilia eine Straße nach ihm.